# Simhopp vid världsmästerskapen i simsport 2025 – Herrarnas parhopp 10 meter plattform
Herrarnas parhopp 10 meter plattform i simhopp vid världsmästerskapen i simsport 2025 avgjordes den 29 juli 2025 i OCBC Aquatic Centre i Singapore.

## Resultat
Kvalet startade klockan 12:02. Finalen startade klockan 17:32.
Grön bakgrund betyder att simhopparna gick vidare till finalen
| Placering | Nation                                                | Kval   | Kval      | Final            | Final            |
| Placering | Nation                                                | Poäng  | Placering | Poäng            | Placering        |
| --------- | ----------------------------------------------------- | ------ | --------- | ---------------- | ---------------- |
| 1         | Kina Cheng Zilong Zhu Zifeng                          | 423,33 | 1         | 429,63           | 1                |
| 2         | Neutrala idrottare B Nikita Sjlejcher Ruslan Ternovoj | 407,91 | 2         | 428,70           | 2                |
| 3         | USA Joshua Hedberg Carson Tyler                       | 392,64 | 4         | 410,70           | 3                |
| 4         | Storbritannien Kyle Kothari Robbie Lee                | 394,86 | 3         | 399,27           | 4                |
| 5         | Ukraina Mark Hrytsenko Oleksij Sereda                 | 392,49 | 5         | 391,23           | 5                |
| 6         | Tyskland Luis Avila Sanchez Jaden Eikermann           | 373,14 | 8         | 377,37           | 6                |
| 7         | Malaysia Elvis Priestly Anak Clement Enrique Harold   | 378,36 | 6         | 374,70           | 7                |
| 8         | Japan Shu Ohkubo Rikuto Tamai                         | 373,38 | 7         | 369,24           | 8                |
| 9         | Mexiko Kevin Berlín Randal Willars                    | 356,94 | 9         | Gick inte vidare | Gick inte vidare |
| 10        | Sydkorea Kang Min-hyuk Shin Jung-whi                  | 356,64 | 10        | Gick inte vidare | Gick inte vidare |
| 11        | Kanada Matt Cullen Benjamin Tessier                   | 343,41 | 11        | Gick inte vidare | Gick inte vidare |
| 12        | Italien Simone Conte Riccardo Giovannini              | 337,98 | 12        | Gick inte vidare | Gick inte vidare |
| 13        | Nordkorea Jo Ryu-myong Ko Che-won                     | 335,61 | 13        | Gick inte vidare | Gick inte vidare |
| 14        | Australien Jaxon Bowshire Jonah Mercieca              | 333,09 | 14        | Gick inte vidare | Gick inte vidare |
| 15        | Brasilien Miguel Cardoso Caio Dalmaso                 | 320,58 | 15        | Gick inte vidare | Gick inte vidare |
| 16        | Kuba Bernardo Arias Carlos Ramos                      | 320,43 | 16        | Gick inte vidare | Gick inte vidare |
| 17        | Österrike Anton Knoll Dariush Lotfi                   | 319,68 | 17        | Gick inte vidare | Gick inte vidare |
| 18        | Singapore Max Lee Ayden Ng                            | 300,09 | 18        | Gick inte vidare | Gick inte vidare |
| 19        | Indien Wilson Singh Ningthoujam Indiver Sairem        | 299,88 | 19        | Gick inte vidare | Gick inte vidare |
| 20        | Indonesien Andriyan Muhamad Yudha Prastiyo            | 297,30 | 20        | Gick inte vidare | Gick inte vidare |